# Bitwa pod Rarańczą (1918)
Bitwa pod Rarańczą – bitwa stoczona w nocy z 15 na 16 lutego 1918. Jednostki polskie wchodzące w skład Polskiego Korpusu Posiłkowego (II Brygada Legionów pod dowództwem pułkownika Józefa Hallera) po otrzymaniu informacji o traktacie brzeskim wypowiedziały posłuszeństwo dowództwu austro-węgierskiemu i przebiły się przez front austriacki, dążąc do połączenia z jednostkami polskimi w Rosji.

## Historia
Zamysł demonstracji zbrojnej w proteście przeciw haniebnemu dla Polaków traktatowi zrodził się w głowach oficerów brygady: Michała Roli-Żymierskiego, Romana Góreckiego i Józefa Zająca. Pułkownik Haller o planach wiedział i podczas narady w dniu 14 lutego w pełni je zaakceptował.
Przerwanie frontu zaplanowano w okolicach Rarańczy z dwóch powodów: była to najbliższa dyslokacji polskich oddziałów przyfrontowa miejscowość, a jednocześnie teren był żołnierzom doskonale znany, tam bowiem, latem 1915, toczyli wielomiesięczne boje z Rosjanami. Przedsięwzięcie było jednak ryzykowne, bo nie można było go utrzymać w tajemnicy i generał Ferdinand Kosak, dowódca austro-węgierskiego VII Korpusu zarządził pogotowie bojowe. Do działania przeciw brygadzie skierowano dwie dywizje kawalerii, ale znajdowały się one tak daleko, że oddziałom polskim mogło się powieść. Ponadto piechota austriacka wysłała w stronę maszerującej kolumny polskiej patrole zwiadowcze.
Właściwa akcja pułków legionowych zaczęła się 15 lutego o godzinie 18:00. W tym właśnie momencie idący na czele 2 pułk piechoty Legionów Polskich natknął się na pododdziały 53 pułku piechoty (służyli w nim przeważnie Chorwaci). Po krótkiej, ale krwawej walce Chorwaci zostali rozbici, a bataliony 2 pułku piechoty rozwinęły się w tyralierę i podążały uparcie w kierunku Rarańczy, mimo dość silnego ognia karabinowego. Idący na końcu kolumny 3 pułk piechoty zdołał wyprzedzić bardzo wolno posuwające się tabory, dzięki czemu nie został odcięty przez pociąg pancerny (który wkrótce nadciągnął) i zaraz za 2 pułkiem piechoty dotarł na teren przyfrontowy.
Okopy – zarówno po stronie austriackiej, jak i rosyjskiej – nie były obsadzone, Polacy mieli więc jedynie kłopoty z zasiekami z drutu kolczastego. Z braku nożyc do ich przecinania rzucali na druty swe płaszcze i tak przedostawali się na drugą stronę frontu. Ostatecznie front przerwało 100 oficerów i około 1500 żołnierzy. Straty wynosiły 16 zabitych i dalszych kilkunastu rannych. Stratą jednak największą była utrata taborów; polski żołnierz znalazł się na zajętym przez zrewoltowanych ukraińskich chłopów i zdemoralizowanych żołnierzy rosyjskich terenie bez strawy, ciepłej odzieży, zapasów amunicji. Niezbędne stało się więc jak najszybsze połączenie z formacjami polskimi po tej stronie frontu, a przede wszystkim z II Korpusem Polskim, co umożliwił przedstawiciel Polskiej Organizacji Wojskowej w Kamieńcu Podolskim, Tadeusz Hołówko.

## Epilog
W 1926 doszło do porozumienia z władzami rumuńskimi w sprawie ekshumacji poległych żołnierzy polskich, trumnę z prochami przewieziono pociągiem do Lwowa. Prochy zostały złożone w zbiorowym grobie na Cmentarzu Orląt. W 1928 odsłonięto piaskowcowy pomnik dłuta Witolda Rawskiego.
W 1938 planowano postawienie w Rarańczy mauzoleum-kaplicy.